# Eugen Goßner
Eugen Goßner (auch Eugen Gossner; * 3. Juli 1911 in Augsburg; † 13. September 1992) war ein deutscher Lungenfacharzt und Sportmediziner.

## Leben und Wirken
Geboren 1911 in Augsburg, studierte Eugen Goßner nach dem Abitur am Humanistischen Gymnasium St. Anna von 1930 bis 1936 an den Universitäten München und Berlin Medizin. Während seines Studiums wurde er Mitglied einer KBStV Rhaetia München. Nach seiner Promotion an der Universität München und der Medizinalpraktikantenzeit am Städtischen Krankenhaus in Augsburg arbeitete er lange Jahre am Fürst-zu-Hohenloheschen-August-Krankenhaus im oberschlesischen Ehrenforst, ab 1940 als Chefarzt und wurde später zusätzlich mit der Leitung des Betriebskrankenhauses der oberschlesischen Hydrierwerke beauftragt. Nach dem Zweiten Weltkrieg folgten Tätigkeiten als Oberarzt und Chefarzt an den Lungenkliniken Lautrach und St. Albert in Augsburg.
Von der Landesversicherungsanstalt Schwaben mit der Planung der Zusamklinik beauftragt, wurde Eugen Goßner 1969 deren ärztlicher Leiter.
Ab 1950 organisierte Goßner mehr als dreißig Jahre lang im Auftrag der Bundesärztekammer sportärztliche Seminare auf den ärztlichen Fortbildungskongressen in Grado, Davos und Meran. 1957 wurde Eugen Goßner erstmals zum Präsidenten des Bayerischen Sportärzteverbandes gewählt – eine Funktion, die er über drei Jahrzehnte innehatte. In diesem Rahmen wurden die ersten therapeutischen Gruppen in der Sportmedizin etabliert, aus denen sich später die Koronar-Gruppen, Atemtherapie-Gruppen, Rheuma-Gruppen und weitere präventive
und rehabilitative Initiativen entwickelten.
Bei den Olympischen Spielen in Rom, Tokio und München war Eugen Goßner Olympiaarzt.

## Auszeichnungen
- Goldene Ehrennadel der Stadt Augsburg 1963[1]
- Ernst-von-Bergmann-Plakette der Bundesärztekammer und des Deutschen Senats 1964[1]
- Vesalius-Medaille des Ärztlichen Kreisverbandes Augsburg 1964[1]
- Ehrenring des Landkreises Augsburg 1965[1]
- Fellowship of FIMS 1965[1]
- Goldene Verdienstnadel und der Ehrenbrief des BLSV 1967[1]
- Bundesverdienstkreuz am Bande 1974[1]
- Terra-sancta-Auszeichnung der Stadt Jerusalem 1974[1]
- Goldene Ehrennadel des Deutschen Sportärzteverbundes 1981[1]
- Paracelsus-Medaille der Bundesärztekammer und des Deutschen Ärztetages 1987[1]
- Paul Harris Fellow[1]